# Los Taques
Los Taques é um município da Venezuela localizado no estado de Falcón.
A capital do município é a cidade de Santa Cruz de Los Taques.